# Мазе, Себастьян
Себастьян Мазе (фр. Sébastien Mazé; род. 8 февраля 1984, Париж) — французский шахматист, гроссмейстер (2007). Тренер.
В составе сборной Франции участник 38-й Олимпиады (2008) в Дрездене.
В июле 2013 года был назначен тренером сборной Франции по шахматам. В ноябре 2013 года на чемпионате Европы в Варшаве возглавляемая им команда завоевала серебряные медали.

## Таблица результатов
| Год  | Город   | Турнир         | + | − | = | Результат | Место |
| ---- | ------- | -------------- | - | - | - | --------- | ----- |
| 2008 | Дрезден | 38-я Олимпиада | 3 | 2 | 1 | 3½ из 6   |       |
|      |         |                |   |   |   | из        |       |

## Изменения рейтинга
| Графики недоступны из-за технических проблем. См. информацию на Фабрикаторе и на mediawiki.org. |